# Шарий, Ольга Алексеевна
О́льга Алексе́евна Шари́й (фамилия при рождении Бондаре́нко; род. 25 марта 1989, Киев) — украинский политический деятель, журналистка, видеоблогер. Главный редактор интернет-издания «Шарий.net». Член Международной федерации журналистов. Член политической партии «Партия Шария».
YouTube-блогер с 400-тысячной аудиторией и более 99 миллионов просмотров, обладатель «Серебряной кнопки» YouTube.
Состоит в руководстве и является сооснователем украинской политической партии «Партия Шария». Кандидат в депутаты в Верховную Раду Украины в 2019 году. Проиграла выборы в Верховную Раду Украины 21 июля 2019 года, партия получила 2,23 % голосов избирателей.
В 2016 году заняла третье место в рейтинге 100 блогеров Украины издания «Факты. ICTV». В 2017 году вошла в Топ-20 политических блогеров Украины в Facebook, заняв 4 место. В 2020 году возглавила онлайн-рейтинг самых влиятельных женщин Украины по версии читателей сайта «Фокус».
Жена украинского блогера и политика Анатолия Шария.

## Биография
Ольга Алексеевна Бондаренко родилась 25 марта 1989 года в Киеве. В 2011 году она окончила Киевский национальный университет имени Тараса Шевченко. В том же году начала журналистскую карьеру в интернет-изданиях «Facenews» и «Gloss».
В 2013 году в Евросоюзе обручилась с журналистом Анатолием Шарием. По состоянию на 2024 год женаты[2].
Шеф-редактор сайта Sharij.net. Сооснователь «Партии Шария».
По данным ЦИК в течение последних пяти лет по состоянию на 2019 год проживает на территории Украины, образование высшее, временно не работает проживает в городе Киеве.

### Журналистская деятельность
В 2013 году в разгар Евромайдана Ольга Бондаренко писала статьи для From-UA. В 2014 сотрудничала с изданием The Kiev Times и «Корреспондент».
В 2017 года подала заявку на вступление в «Независимый медиапрофсоюз Украины», но 5 из 7 членов комиссии выступили против её вступления, аргументировав это тем, что её «публичные заявления не соответствуют статуту организации». Спустя месяц Ольга Шарий вступила в Европейский союз журналистов и стала членом Международной федерации журналистов.
В 2018 году открыла свой канал на YouTube. С августа того же года начала периодически появляться в эфирах телеканала NewsOne.
В сентябре 2018 года принимала участие в круглом столе «Право на свободу слова и мнения в Украине: угрозы и возможности», организованном в рамках ежегодного совещания ОБСЕ правозащитным движением «Успешная страна» бывшего министра доходов и сборов Александра Клименко.
На конференции ОБСЕ в Варшаве 11 сентября Ольга Шарий заявила, что все журналисты в Украине подвергаются нападкам и унижениям со стороны власти. Ольга Шарий рассказала, как в 2017 году на центральной улице Киева двумя неизвестными мужчинами была похищена журналистка издания «Шарий.net». Её затащили в авто и увезли в неизвестном направлении. Позже оказалось, что это были сотрудники Службы безопасности Украины. В феврале 2018 года её коллега также стала жертвой нападения на акции протеста. Представители радикальной организации С-14, которые совершенно недавно сожгли лагерь ромов в Киеве, окружили корреспондента и стали ей угрожать. А в июне 2018 года на журналистку издания Шария напали и вылили неизвестную химическую жидкость ей в лицо.
20 августа 2021 года, во время очередного заседания СНБО были введены санкции против Анатолия Шария и Ольги Шарий. Информацию о введении санкций озвучил секретарь СНБО Алексей Данилов. Также санкции введены против матери Ольги Шарий, Аллы Бондаренко — главы информагентства «Шарий.net». Ольга Шарий на санкции против своей мамы отреагировала эмоционально — «СНБО ввели против нас санкции. Хочу сообщить, что я прекрасно знала, что такое будет. Мне абсолютно плевать на какие-то там санкции и незаконные попытки борьбы с нами. Но вводить санкции против моей мамы. Решил бороться с моей мамой?».
В ноябре 2021 года Ольга Шарий представила «Новое издание».

### Расследования
- В 2015 году во время задержания Геннадия Корбана опознала в прихожей помощника губернатора картину художницы Тамары Лемпицкой «Андромеда» стоимостью 8 миллионов долларов[23].
- В 2018 году опубликовала видео с курорта Куршевель во Франции, где внештатный советник президента Юрий Косюк заказывал бутылки Dom Pérignon под гимн Украины[24].
- В июне 2018 года вместе со своим супругом Анатолием опубликовала документы допросов украинского активиста Геннадия Афанасьева (от которых тот отказался ещё в ходе судебных мероприятий 2015 года из-за применения пыток для их получения), содержащие свидетельские показания Геннадия против Олега Сенцова (на тот момент голодавшего[25])[26]. Принимавшие участие в освещении темы[27] телеканалы 112 Украина и NewsOne критиковались за нарушение журналистских стандартов[18][28][29][30]. Тема вызвала значительный резонанс в украинских СМИ; некоторые из них заявили, что это заангажированная работа, с целью сделать дело Сенцова «неоднозначным»[28][29].
- В июне 2018 опубликовала видеосъемки вырубки Карпат и мусорных свалок в заповеднике[31]. На расследование обратили внимание местные СМИ и обратились за комментарием к властям региона[32]. Свалявские лесники сообщили, что информация не соответствует действительности, а и. о. Ганьковицкого лесничества признала, что мусор — это больная тема, потому что люди выбрасывают мусор постоянно, а это проблема «людей, а не наша».
- 5 ноября 2018 года Ольга Шарий опубликовала собственную версию убийства депутата Херсонского областного совета Екатерины Гандзюк. Журналистка обратила внимание на то, что нападение на Гандзюк произошло в тот же день, что и убийство ветерана АТО из Бердянска Виталия Олешко по прозвищу «Сармат». Убийство активистов, по мнению Шарий, могло быть двумя звеньями из цепочки конфликта вокруг делёжки леса на Херсонщине[33][34]. На следующий день, 6 ноября, генеральный прокурор Украины Юрий Луценко заявил об утечке следственной информации в СМИ, которую связал с политической борьбой за власть[35].
- 21 февраля 2019 года Ольга Шарий опубликовала видеорасследование о деятельности Дмитрия Гордона в начале его журналистской карьеры[36]. Согласно материалам расследования, Дмитрий Гордон в середине 1990-х — начале 2000-х годов успешно взрастил плеяду гадалок и экстрасенсов, которые гастролировали по территории Украины с сеансами экстрасенсорики и магии и чья деятельность активно рекламировалась на страницах издания «Бульвар Гордона» (большая часть экстрасенсов являлись друзьями или родственниками Гордона). Также на страницах своего издания Гордон активно рекламировал универсальное целительное магическое приспособление «Золотую пирамиду Ю-Шинсе», которая, по утверждению Дмитрия Ильича, исцеляла и от импотенции, и от рака. Расследование Ольги Шарий получило широкий резонанс в украинских СМИ[37][38].
- В мае 2019 Ольга Шарий опубликовала интервью с Юлией Рыбчинской — экс-супругой депутата Верховной Рады VIII-го созыва Евгения Рыбчинского, известного радикальной «проукраинской» позицией. По словам Юлии, Евгений полностью обеспечивал проживание жены с детьми в США из незадекларированных средств. В видео были показаны американские счета и выписки из банка на имя депутата. Это расследование послужило предлогом для открытия НАБУ уголовного производства в отношении Рыбчинского.
- В октябре 2020 года Ольга Шарий опубликовала документальный фильм «Янтарная Народная Республика», освещающий неконтролируемую незаконную добычу янтаря в Житомирской области и пагубные экологические последствия этой преступной деятельности[39].

### Партийная деятельность
Ольга Шарий проходила вторым номером в списке политической партии «Партия Шария» на досрочных выборах в Верховную Раду Украины 21 июля 2019 года
В случае попадания в Верховную Раду декларировались привлечение к ответственности «старых» политиков, контроль новой власти, и более открытый парламент для избирателей.
На выборах партия набрала 2,23 % и не прошла в парламент.